# Кампинья-де-Баэна
Кампинья-де-Баэна (исп. Campiña de Baena)  — район (комарка) в Испании, входит в провинцию Кордова в составе автономного сообщества Андалусия.

## Муниципалитеты
| Муниципалитет   | Население | Площадь км² | Плотность населения чел./км² |
| --------------- | --------- | ----------- | ---------------------------- |
| Баэна           | 20.507    | 361         | 56,6                         |
| Кастро-дель-Рио | 8.074     | 218         | 37,1                         |
| Эспехо          | 3.749     | 57          | 66,6                         |
| Нуэва-Картейя   | 5.566     | 70          | 79,7                         |
| Валенсуэла      | 1.364     | 19          | 71,9                         |